# Upper Arlington
Upper Arlington ist eine Stadt im Franklin County des US-Bundesstaates Ohio. Es ist ein Vorort vom nahe gelegenen Columbus. Nach der Volkszählung 2020 hatte die Stadt eine Gesamtbevölkerung von 36.800 Einwohnern.  

## Geschichte
Das Land, auf dem sich das heutige Upper Arlington befindet, wurde zuerst vom Volk der Adena bewohnt, das für den Bau von kegelförmigen Grabhügeln bekannt war. Jahrhunderte später lebten dort die Wyandot, die schließlich vertrieben wurden, nachdem die US-Regierung den Soldaten des Unabhängigkeitskrieges Land als Ersatz für ihren Sold zugestanden hatte. Das ursprünglich Elijah Backus, Jonathan Dayton und Andrew Marker geschenkte Land in diesem Gebiet wurde in den 1800er Jahren als Farmbesitz an eine Reihe verschiedener Familien verkauft. Später entstanden hier Wohnsiedlungen. Am 20. März 1918 wurde Upper Arlington als Dorf mit 200 Einwohnern gegründet. Upper Arlington wurde am 8. Februar 1941 zur Stadt und annektierte umliegende Gebiete, als die Bevölkerung wuchs.

## Demografie
Nach einer Schätzung von 2019 leben in Upper Arlington 41.820 Menschen. Die Bevölkerung teilt sich im selben Jahr auf in 90,1 % Weiße, 0,3 % Afroamerikaner, 6,9 % Asiaten und 2,3 % mit zwei oder mehr Ethnizitäten. Hispanics oder Latinos aller Ethnien machten 2,6 % der Bevölkerung aus. Das mittlere Haushaltseinkommen lag bei 123.548 US-Dollar und die Armutsquote bei 2,3 %.
| Jahr | Einwohner¹ |
| ---- | ---------- |
| 1950 | 9.024      |
| 1960 | 28.486     |
| 1970 | 38.727     |
| 1980 | 35.648     |
| 1990 | 34.128     |
| 2000 | 33.686     |
| 2010 | 33.771     |
| 2020 | 36.800     |

¹ 1950 – 2020: Volkszählungsergebnisse